# 庆丰桥

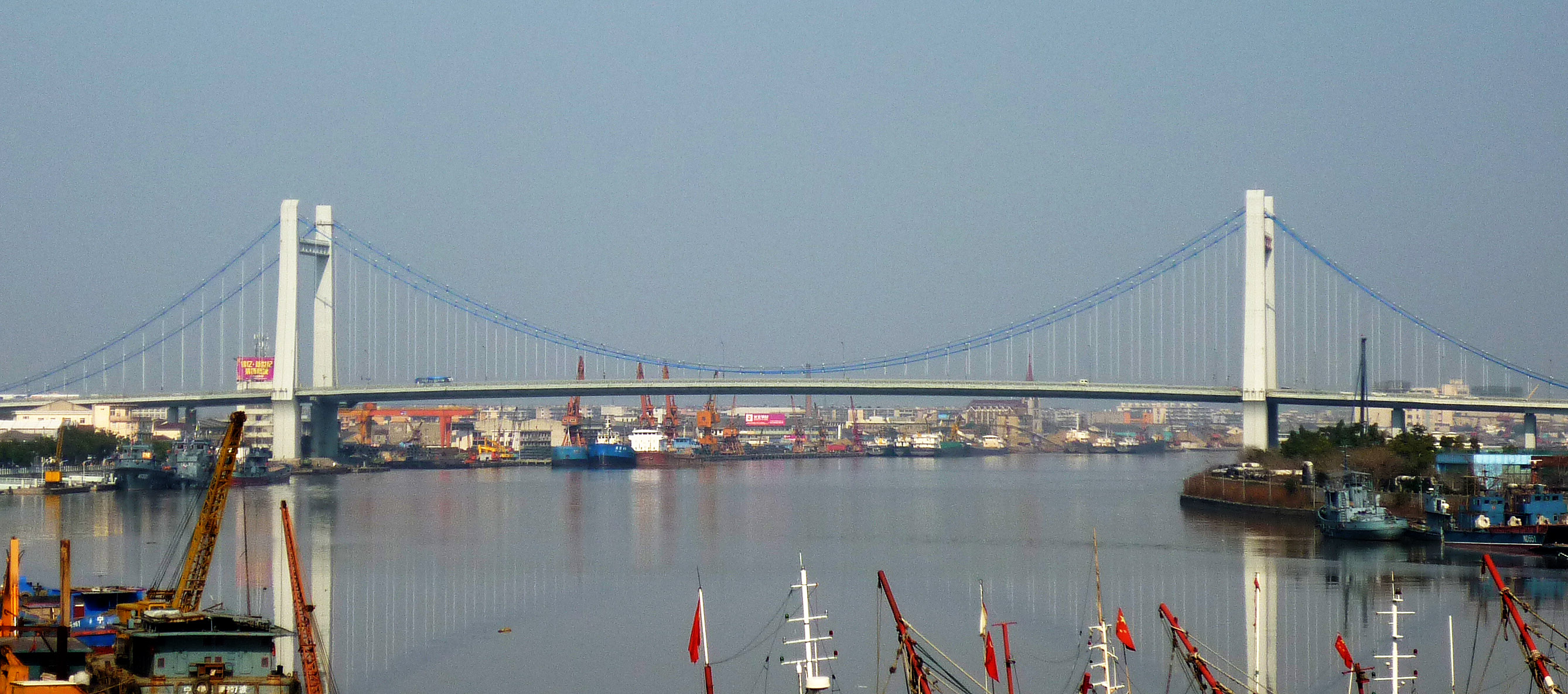

庆丰桥是中国浙江省宁波市一座跨甬江桥梁，载有通途路，连接鄞州区和江北区，于2004年7月20日全面开工，2008年11月10日通车。

## 桥梁形制
庆丰桥为三跨双塔双索面自锚式悬索桥，是宁波建设的首座悬索桥。桥梁全长3654米，其中主跨280米，桥面载有双向8车道。在江北引桥一侧，设有4条匝道，分别连接人民路、东草马路、大庆南路和湖东路。

## 事故与争议
庆丰桥原本属于规划中的通途路快速路，不允许非机动车通行。但是，由于甬江大桥拉索腐蚀需要大修，建成后的庆丰桥不得不开通非机动车道以方便非机动车过江。这一临时性措施由于桥梁坡度较陡等原因造成非机动车难以控制车速，带来了大量交通事故。这也使得2008年底竣工的庆丰桥匝道迟迟未开通，引起了不少机动车驾驶员的质疑。2010年7月16日，庆丰桥匝道开通之后，由于匝道与非机动车道并未完全分离，非机动车常在匝道上与匝道-主线出入口与机动车发生冲撞。对此，有专家认为，是大桥设计中存在的问题导致事故频发。 另据报道，在外滩大桥通车之后，庆丰桥将禁止非机动车上桥。

## 轶事
庆丰桥桥塔使用繁体中文“慶豐橋”进行标注。部分市民认为，繁体字使得整座桥梁显得大气，而简体过于单薄。也有人指出，这种做法不符合规范用字的要求。